# Heteracris juliea
Heteracris juliea är en insektsart som beskrevs av Grunshaw 1991. Heteracris juliea ingår i släktet Heteracris och familjen gräshoppor. Inga underarter finns listade i Catalogue of Life.